# اراده قدرت (فیلم)
اراده قدرت (انگلیسی: Will to Power) فیلمی است که در سال ۲۰۰۸ منتشر شد.